# (9294) 1983 EV
(9294) 1983 EV (1983 EV, 1938 DB2, 1974 EF, 1976 SZ10, 1981 UL5) — астероїд головного поясу, відкритий 10 березня 1983 року.
Тіссеранів параметр щодо Юпітера — 3,345.